# Ринд
Ринд (арм. Ռինդ) — село в Вайоцдзорской области Республики Армении. Село расположено в 5 км к северу от трассы Ереван—Горис. Рядом находятся сёла Чива, Арени и Агавнадзор.

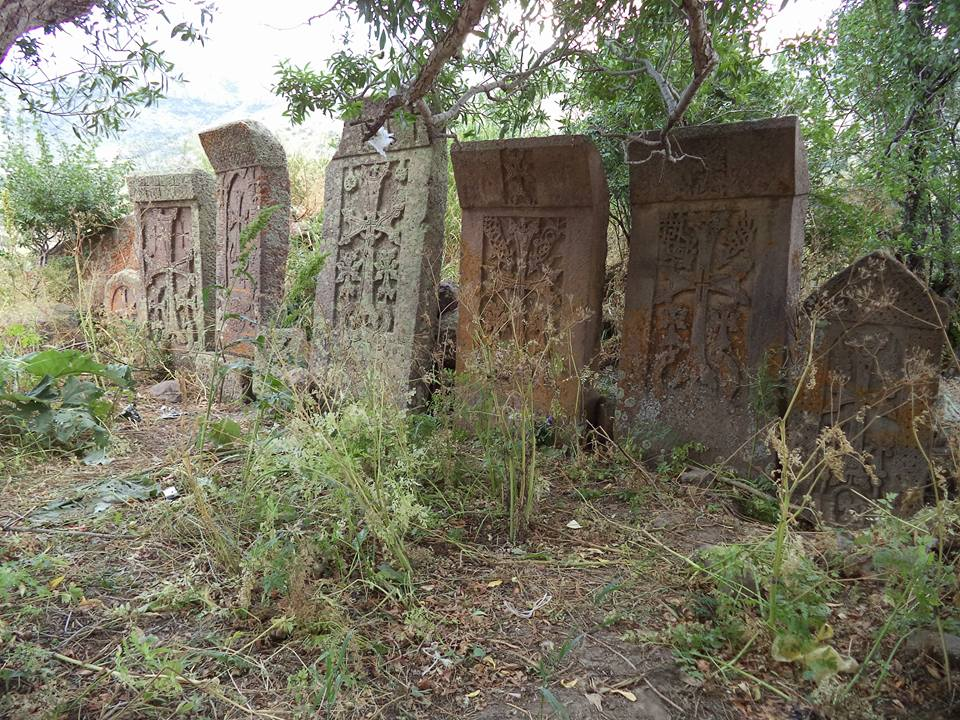
Средневековые хачкары близ Ринда

Село Ринд Ехегнадзорского района с 1995 административно подчиняется Вайоцдзорской области и входит в состав города Ехегнадзор